# فلسطينيو الإكوادور
فلسطينيو الإكوادور (بالإنجليزية: Palestinians of Ecuador)، هم الفلسطينيون المتواجدون في دولة الإكوادور في أمريكا الجنوبية، من مجموع اللاجئين الفلسطينيين في الشتات الفلسطيني عبر أنحاء العالم.

## التاريخ
- بدأت الهجرة الفلسطينية إلى دولة الإكوادور مبكرة مقارنة مع الدول الأخرى، وتشكل الغالبية العظمى من الجالية الفلسطينية من مناطق الضفة الغربية.

- السبب الرئيسي لهجرة الفلسطينيين إلى دولة الإكوادور يعود إلى الأوضاع الاقتصادية السيئة للفلسطينيين، وكانت الهجرة في إطار البحث عن العمل وسبل تحقيق حياة أفضل.

- هاجر عدد كبير من الفلسطينيين إلى دولة الإكوادور في أعقاب سلسلة من الأحداث السياسية التي تعرض لها الشعب الفلسطيني، ومن هذه الأحداث: الحرب الإسرائيلية على لبنان، وحرب الخليج الأولى والثانية، والإنتفاضة الفلسطينية الأولى والثانية وما تلاها من أحداث سياسية في المنطقة.[4]

## عدد أبناء الجالية الفلسطينية
لا يوجد أرقام إحصائية دقيقة لعدد اللاجئين الفلسطينيين الذين يعيشون في القارة اللاتينية، وفي دولة الإكوادور، حالهم تماما  كالأعداد الكبيرة من اللاجئين الفلسطينيين غير المدرجين في سجلات وكالة الأمم المتحدة لغوث وتشغيل اللاجئين الفلسطينيين، وهم ينتشرون في مختلف المدن في دولة الإكوادور.

## الحياة الاجتماعية
- ينتشر أبناء الجالية الفلسطينية في معظم أنحاء دولة الإكوادور.

- رغم الإندماج في المجتمع إلا أن أفراد الجالية الفلسطينية في الإكوادور ما زالوا يفتخرون بأصولهم الفلسطينية، وولاءهم العربي الفلسطيني، ويتوقون للعودة إلى أرض وطنهم فلسطين.[1]

## الوضع الاقتصادي
- اليوم أصبح عدد كبير من أبناء الجالية الفلسطينية في الإكوادور تجارا يتحكمون في جزء من الإقتصاد في البلاد.

- اشتغل عدد منهم في مجال الزراعة، وحققوا نجاحات بارزة في هذا المجال.[7][8]